# Шаз де Пер
Шаз де Пер (фр. Chaze-de-Peyre) насеље је и општина у јужној Француској у региону Лангдок-Русијон, у департману Лозер која припада префектури Манд.
По подацима из 2011. године у општини је живело 284 становника, а густина насељености је износила 14,69 становника/km². Општина се простире на површини од 19,33 km². Налази се на средњој надморској висини од 1 050 метара (максималној 1.217 m, а минималној 1.010 m).

## Демографија
| 1962. | 1968. | 1975. | 1982. | 1990. | 1999. | 2011. |
| ----- | ----- | ----- | ----- | ----- | ----- | ----- |
| 369   | 301   | 261   | 252   | 210   | 206   | 284   |

График промене броја становника у току последњих година